# NHL All-Star Hockey '95
NHL All-Star Hockey '95 est un jeu vidéo de hockey sorti en 1995 sur Mega Drive. Le jeu a été développé par Radical Entertainment et édité par Sega.

## Système de jeu
Il est possible de choisir son équipe parmi 26 équipes réelles et plus de 650 joueurs de la saison 1994-1995. Les joueurs sont classés dans 15 catégories différentes.